# Rhamphomyia anthracinella
Rhamphomyia anthracinella är en tvåvingeart som beskrevs av Gabriel Strobl 1898. Rhamphomyia anthracinella ingår i släktet Rhamphomyia och familjen dansflugor. Inga underarter finns listade i Catalogue of Life.